# Angus Stone
Angus Stone, né le 27 avril 1986, est un auteur-compositeur-interprète folk australien et un producteur de disques. Il fait partie du duo musical Angus & Julia Stone, avec sa sœur, avec qui il a sorti quatre albums studio. Son premier album solo, Smoking Gun, est sorti en avril 2009 sous le pseudonyme Lady of the Sunshine. Son deuxième album solo, Broken Brights, a été publié le 13 juillet 2012.

## Biographie
Angus Stone naît le 27 avril 1986 et grandit à Sydney. Ses parents, John et Kim Stone, sont tous deux des musiciens folk. Les sœurs aînées d'Angus sont Catherine (née vers 1982) et Julia Stone (née le 13 avril 1984). Angus fréquente l'école primaire de Newport et l'école secondaire Barrenjoey. À l'école primaire, il rejoint le groupe de musique de l'établissement avec son père en tant qu'enseignant; ses sœurs participent également. Lors des réunions de famille, Stone joue du trombone, Catherine du saxophone et Julia de la trompette avec Kim chantant et John au clavier ou à la guitare. Vers l'âge de 14 ans, ses parents se séparent et peu de temps après, il commence à écrire des chansons pop. Stone rejoint un groupe au lycée en tant que chanteur jouant à la fois des reprises et des chansons originales. Le groupe se produit lors d'événements communautaires locaux.
Pendant des vacances avec sa sœur en Amérique du Sud, Angus présente ses œuvres à sa sœur, Julia : « [Angus] écrivait des chansons incroyables [il] m'avait montré comment jouer de la guitare en Bolivie, et ces chansons m'avaient fait passer cette année ». En 2006, ils forment le duo, Angus & Julia Stone. En mars de la même année, le duo enregistre sa première chanson, Chocolates and Cigarettes.

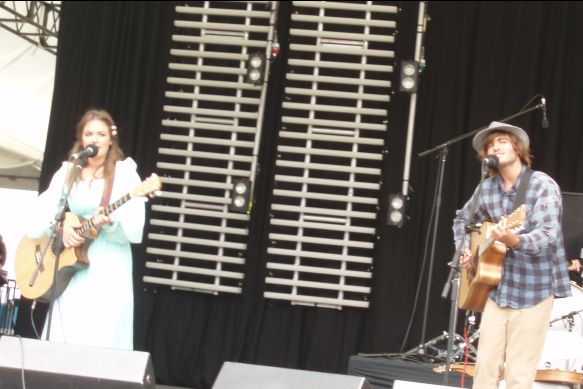
Angus & Julia Stone (Angus à droite) se produisant au Falls Festival, en Tasmanie. Décembre 2007.

### 2009-2011: Lady of the Sunshine: Smoking gun
En avril 2009, après avoir tourné pendant plus d'un an pour soutenir le premier album studio du duo, A Book Like This (septembre 2007), Angus sort son premier album solo, Smoking Gun, sous le pseudonyme de Lady of the Sunshine. Il est enregistré pendant six semaines en 2008, dans un ancien réservoir d'eau converti dans le nord du Queensland. Dans une interview accordée à la radio nationale Triple J avec Richard Kingsmill, Angus déclare que l'album vient de « d'un appétit grandissant de vouloir "rocker" ».
Angus explique qu'il a joué dans des groupes de rock au lycée, qu'ils reprenaient des chansons de Rage Against the Machine et du groupe californien Red Hot Chili Peppers - ces influences sont vaguement présentes sur Smoking Gun. L'album atteint le top 50 sur le tableau des albums ARIA. Un des titres de l'album, Big Jet Plane, sort en single en mai 2010.
En mars 2010, le deuxième album du duo, Down the Way, sort. Il atteint la première place dans les cla  En 2011, il était certifié 3 ×   platine par ARIA. C'était l'album le plus vendu par un artiste australien en 2010. Down the Way a culminé au plus haut à la trentième place sur le palmarès des albums français et reste dans le top 200 pendant 86 semaines,.
Après une tournée mondiale pour la promotion de Down the Way Angus et sa sœur se séparent, selon Stone, avec un "bout du chapeau et se sont promenés dans des directions différentes". Dans une interview à Rolling Stone Australie, Julia révèle que le duo avait commencé à enregistrer des pistes pour un troisième album, en janvier 2011, mais les a mises de côté indéfiniment:  
« C'était trop de penser que nous ne pouvions choisir que six chansons chacune. (...) Nous étions tous les deux dans une période où nous voulions vraiment que l'espace créatif aille dans la direction que nous voulions, donc nous nous sommes dit "prenons juste un an" ».
Elle précise que ces chansons étaient peu susceptibles d'être entendues, mais a maintenu que le couple se réunirait après leurs projets solo.

### 2012-2015:Broken Brights
À la fin de 2011, Stone commence à travailler sur son deuxième album solo, Broken Brights. L'album sort le 13 juillet 2012. En Australie l'album est un succès atteignant la deuxième place des ventes,. La chanson-titre de l'album est sortie en mars de la même année, c'est le single principal et il est disponible en téléchargement gratuit en ligne. Le deuxième single, "Bird on the Buffalo", est une métaphore d'une relation rêveuse entre amoureux. L'actrice australienne Isabel Lucas apparait dans le clip vidéo de la chanson.
D'après Stone lui-même, l'album a été composé avec des influences d'enfance telles que Bob Dylan et The Eagles. D'après les critiques, le résultat final est en effet marqué par l'influence de Dylan, bien que certaines chansons comportent des éléments plus rock,,. En parlant au Vancouver Weekly de la création de Broken Brights, il déclare qu'il "avait découvert beaucoup de choses à propos du temps. (...) Faire un pas en arrière et laisser quelque chose se dérouler et respirer et devenir mûr quand il est temps".
Broken Brights sort en Australie le 13 juillet, au Royaume-Uni le 16 juillet, aux États-Unis le 17 juillet et en France le 6 novembre 2012. L'album sort sous les labels Nettwerk Records aux États-Unis, EMI en Australie et au Royaume-Uni et Discograph en France.
Le critique musical, Jack Foley, salue la sortie de l'album « e plus personnel à ce jour et démontre sa polyvalence. Il est imprégné de valeurs classiques dans l'écriture de chansons, d'inspiration diverse sans faire référence directement aux grands auteurs-compositeurs américains, de Petty à Dylan en passant par Neil Young ».
Triple J consacre Broken Brights comme l'album de la semaine à sa sortie, et le décrit comme « un album rêveur, glacé et nostalgique qui montre l'écriture de chansons unique d'Angus ».

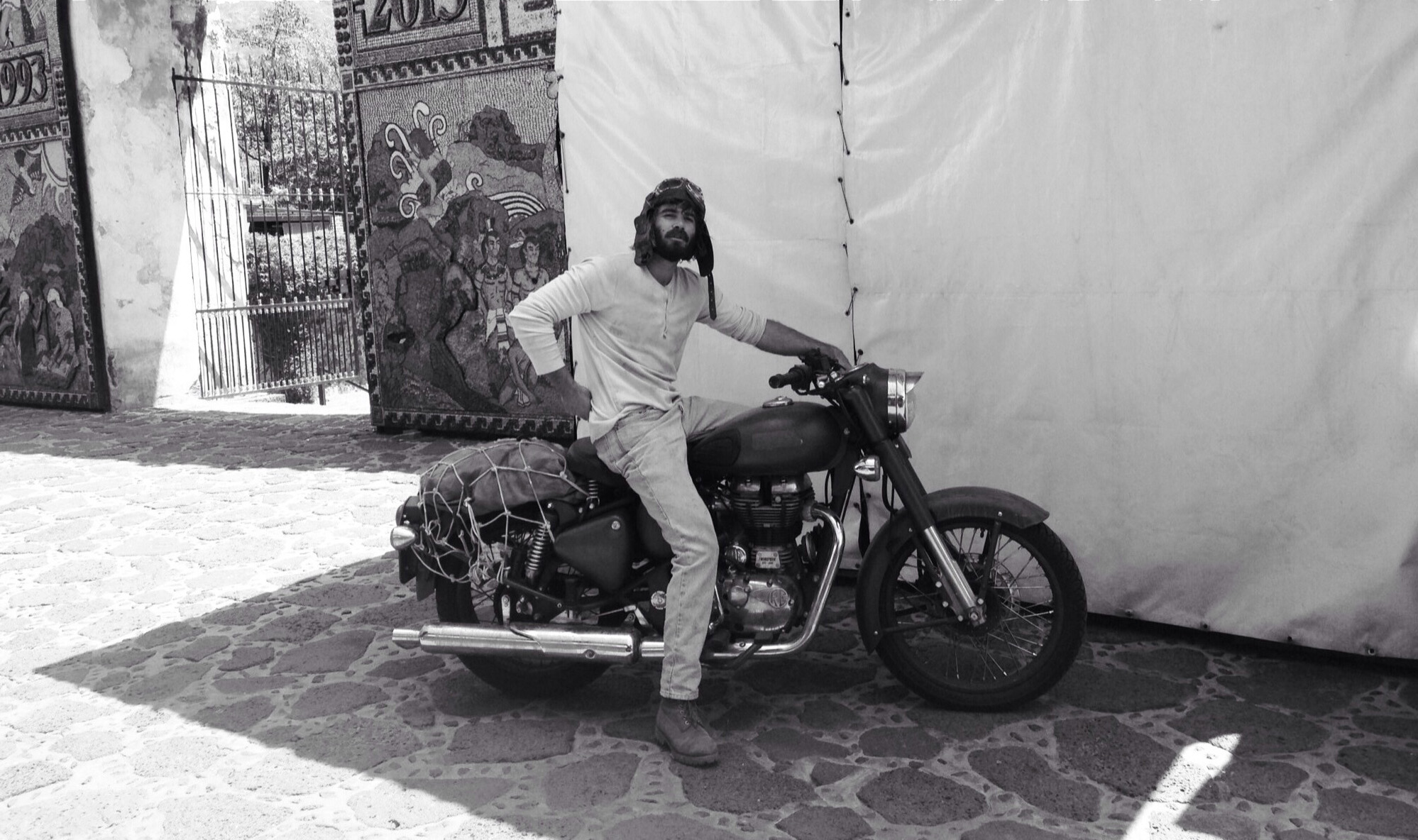
Stone en 2014

Le single « Monsters » sort le 26 février 2013 chez Nettwerk Productions. Il contient une version éditée de la chanson qui a déjà été publiée sur Broken Brights. La chanson est passée de 5 minutes et 20 secondes à seulement 4 minutes et 3 secondes. Le single contient également une chanson inédite intitulée « In the Glow ».

### 2016-présent: Dope Lemon:Honey Bones&Hounds Tooth
En 2016, Stone commence à enregistrer sous le surnom de Dope Lemon. L'album Honey Bones est enregistré avec Rohin Brown (de The Walking Who) et Elliot Hammond (de The Delta Riggs) dans le propre studio agricole de Stone. Avant la sortie officielle de l'album le groupe diffuse deux chansons. D'abord Uptown Folks en février 2016, Triple J, une station de radio australienne nationale, décrit le morceau comme « rock côtier décontracté ». Ensuite le single Marinade sort sur l'iTunes Store américain en mai. L'album entier intitulé, Honey Bones, sort le 10 juin 2016.
Le 27 février 2017, Stone sort sa deuxième série d'enregistrements en studio sous le nom de Dope Lemon, l'EP à quatre pistes Hounds Tooth.

### Songs for Australia
En février 2020, Stone publie une reprise de Streets of Your Town du groupe australien The Go-Betweens. La chanson figure dans l'album Songs for Australia, qui sort le 5 mars 2020. Songs for Australia est un album de reprises de plusieurs artistes internationaux dans le contexte particulier des incendies en Australie, qui touchent le pays depuis juin 2019. The National, Kurt Vile mais aussi les artistes français Pomme et Petit Biscuit participent à cet album dont tous les profits sont reversés aux efforts de lutte contre les feux de brousse. La sœur d'Angus, Julia Stone, coordonne la sortie de cet album et reprend la chanson Beds Are Burning du groupe australien Midnight Oil.

## Discographie

### Albums
| Année | Album |
| ----- | --- |
| 2009  | Smoking Gun - Crédité à: Lady of the Sunshine (pseudonyme d'Angus Stone) - Fabriqué: April 2009 - Label: Capitol / EMI |
| 2012  | Broken Brights - Sortie: 13 juillet 2012 - Label: Capitol / EMI - Certification: ARIA Or                               |
| 2016  | Honey Bones - Crédité à: Dope Lemon - Sortie: 10 avril 2016 - Étiquette: EMI                                           |
| 2019  | Smooth Big Cat - Crédité à: Dope Lemon - Sortie: 12 juillet 2019 - Étiquette: EMI                                      |
| 2022  | Rose Pink Cadillac - Crédité à: Dope Lemon - Sortie: 7 janvier 2022 - Étiquette: BMG                                   |

### Singles
| Titre                                  | Année | Album             |
| -------------------------------------- | ----- | ----------------- |
| "Broken Brights"                       | 2012  | Broken Brights    |
| "Bird on the Buffalo"                  | 2012  | Broken Brights    |
| "Wooden Chair"                         | 2012  | Broken Brights    |
| "The Blower's Daughter"                | 2012  | Pas dans un album |
| "Monsters"                             | 2012  | Broken Brights    |
| "Uptown Folks" (as Dope Lemon)         | 2016  | Honey Bones       |
| "Marinade" (as Dope Lemon)             | 2016  | Honey Bones       |
| "Home Soon" (as Dope Lemon)            | 2017  | Hounds Tooth      |
| "Hey You" (as Dope Lemon)              | 2019  | Grand chat lisse  |
| "Streets of Your Town" (as Dope Lemon) |       | À venir           |